# كفر الشيخ إبراهيم (المنوفية)
كفر الشيخ إبراهيم إحدى قرى مركز قويسنا التابع لمحافظة المنوفية في جمهورية مصر العربية.

## سبب التسمية
تم تسمية القرية بهذا الاسـم نسبة إلي الشيخ / إبراهيم بن أدهم من أعلام التصوف وأحد علماء أهل السنة والجماعة ومن أعلام التصوف السني في القرن الثاني الهجري .

## السكان
بلغ عدد سكان كفر الشيخ إبراهيم 4,414 نسمة، حسب الإحصاء الرسمي لعام 2006.
- - عدد ذكور ( 2228 ) نسمة
  - عدد الإناث ( 2186 ) نسمة

## ملامح عامة للقريـة
- - مساحـة القريـة تقدر بــ ( 7 ) كيلو متر تقريبــا .
  - عدد مداخل القرية ( 5 ) مداخل .
  - عدد أعمدة الإنارة بالقرية تقدر بــ ( 1150 ) عمود كهرباء .